# Zagrazjden (distrikt i Bulgarien, Pleven)
Zagrazjden (bulgariska: Загражден) är ett distrikt i Bulgarien.   Det ligger i kommunen Obsjtina Guljantsi och regionen Pleven, i den norra delen av landet, 150 km nordost om huvudstaden Sofia.
Trakten runt Zagrazjden består till största delen av jordbruksmark. Runt Zagrazjden är det ganska glesbefolkat, med 32 invånare per kvadratkilometer.